# Luzia Ebnöther
Luzia Ebnöther (ur. 19 października 1971 w Zurychu) – szwajcarska curlerka, srebrna medalistka Zimowych Igrzysk Olimpijskich 2002. Grała w klubie Bern Curling Club.
Ebnöther rozpoczęła uprawianie curlingu w 1984 i siedmiokrotnie reprezentowała Szwajcarię na zawodach międzynarodowych organizowanych przez WCF. Zadebiutowała w 1999 jako skip na Mistrzostwach Świata. Ekipa z Berna uplasowała się na 5. miejscu ex aequo z Kanadą (Colleen Jones) i Niemcami (Andrea Schöpp). Rok później Ebnöther awansowała do fazy play-off. Dotarła do finału pokonując wcześniej 5:4 Norweżki (Dordi Nordby), ostatecznie zdobyła srebrne medale ulegając 6:7 Kanadyjkom (Kelley Law). Na mistrzostwach globu Luzia wystąpiła po raz ostatni w 2004, uplasowała się na 3. pozycji wygrywając 10:5 w małym finale przeciwko Amerykankom (Patti Lank).
Trzy razy grała w mistrzostwach Europy zawsze stając na podium. W 1999 i 2001 Szwajcarki z Luzią Ebnöther jako skip zdobywały brązowe medale. W meczach o 3. miejsce pokonały odpowiednio 9:5 Szkotki (Rhona Martin) i 8:7 Niemki (Andrea Schöpp). Podczas odbywających się w Courmayeur ME 2003 Szwajcaria w półfinale pokonała Dunki (Dorthe Holm) 6:5, w finale przegrała jednak 6:7 na rzecz Szwedek (Anette Norberg).
Luzia Ebnöther pełniła funkcję kapitana reprezentacji kraju na Zimowych Igrzyskach Olimpijskich 2002. Szwajcarki w Round Robin zajęły 2. miejsce wygrywając siedem meczów a przegrywając dwa. W półfinale zwyciężyły wysoko (9:4) nad gospodyniami turnieju (Kari Erickson). W finale ekipa Ebnöther zmierzyła się z Brytyjkami (Rhona Martin), wynikiem 3:4 zdobyła tytuł wicemistrzyń olimpijskich.
Po serii porażek w mistrzostwach Szwajcarii i turniejach kwalifikujących do mistrzostw Europy, głównie przeciwko drużynie Mirjam Ott Luzia postanowiła w 2008, po 24 latach gry, zakończyć karierę sportową. Począwszy od Zimowych Igrzysk Olimpijskich 2006 Luzia jest komentatorem curlingu dla krajowej telewizji Schweizer Fernsehen.
W 2011 pełniła funkcję trenera szwajcarskiego zespołu na Mistrzostwach Świata Par Mieszanych. Sven Michel i Alina Pätz uzyskali wówczas tytuły mistrzowskie.

## Drużyna
|           | Czwarta        | Trzecia         | Druga      | Otwierająca               |
| --------- | -------------- | --------------- | ---------- | ------------------------- |
| 2003/2004 | Luzia Ebnöther | Carmen Küng     | Tanya Frei | Nadia Röthlisberger-Raspe |
| 2001/2002 | Luzia Ebnöther | Mirjam Ott      | Tanya Frei | Nadia Röthlisberger-Raspe |
| 1998/2000 | Luzia Ebnöther | Nicole Strausak | Tanya Frei | Nadia Röthlisberger-Raspe |